# Christlicher Friedhof (Wörlitz)

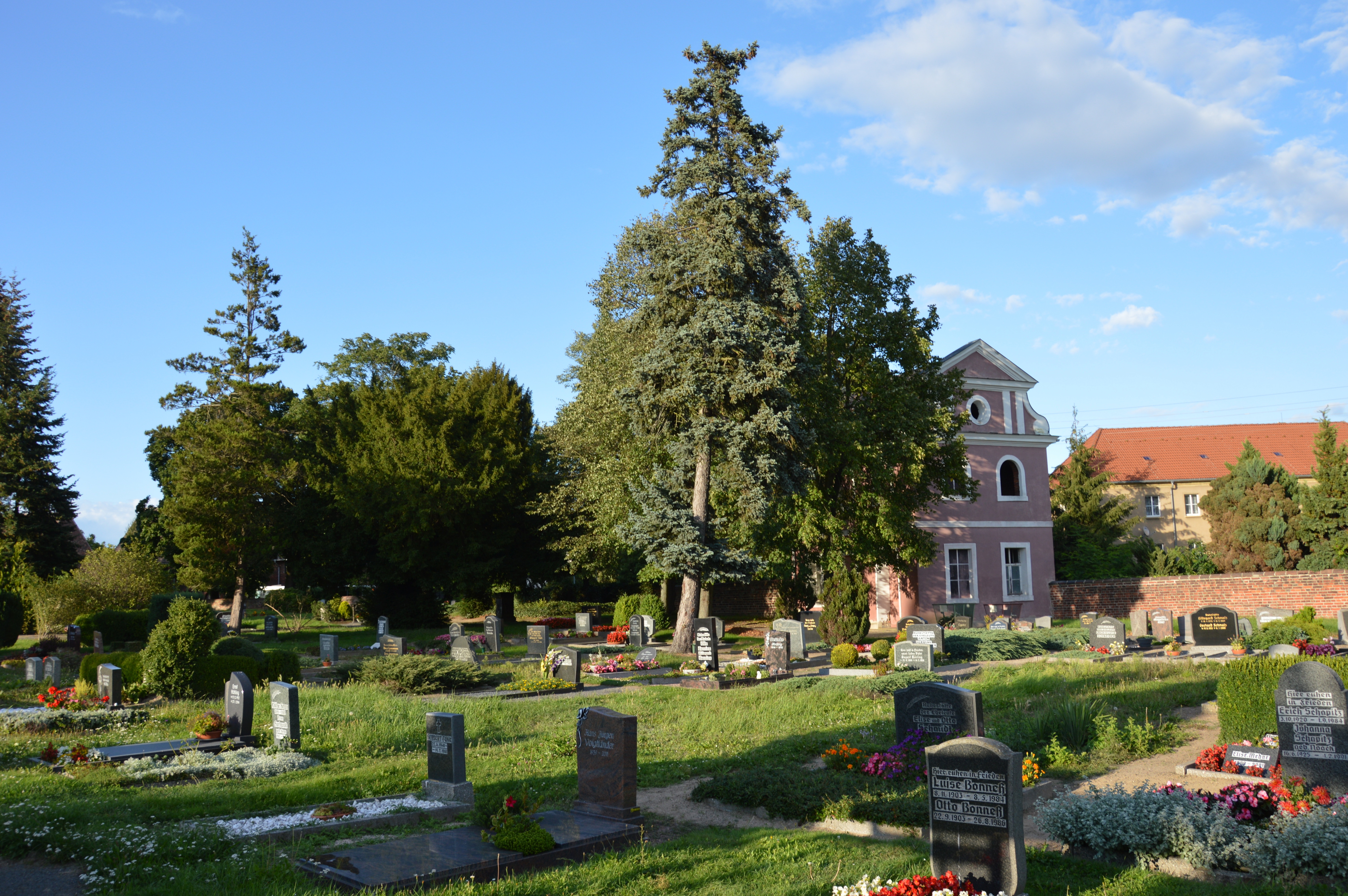
Christlicher Friedhof in Wörlitz

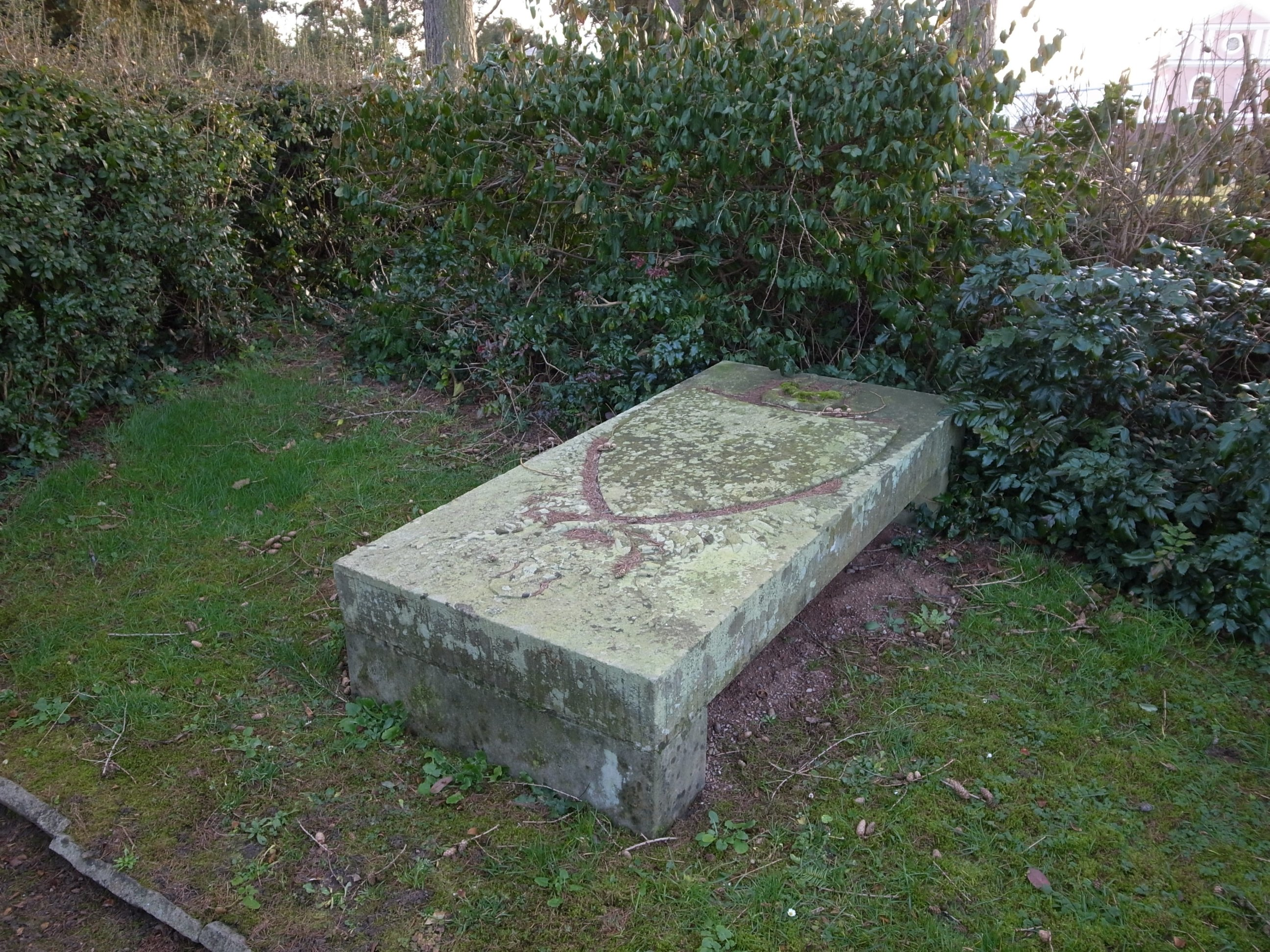
Grabstätte Friedrich von Matthisson

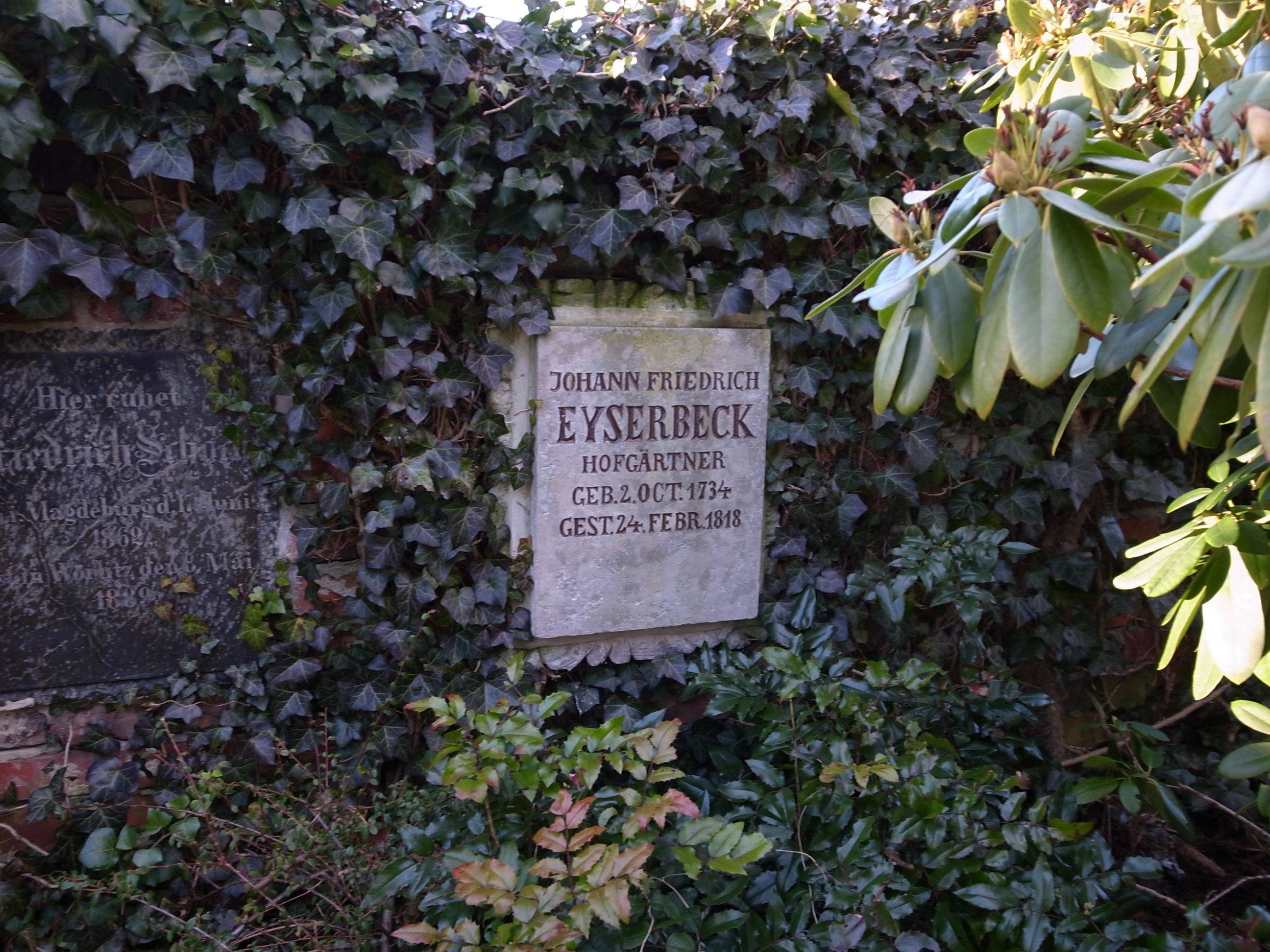
Grabstätte Johann Friedrich Eyserbeck

Der Christliche Friedhof ist ein denkmalgeschützter Friedhof in Wörlitz in Sachsen-Anhalt. Er liegt südlich der Erdmannsdorffstraße und ist im örtlichen Denkmalverzeichnis unter der Erfassungsnummer 094 40033 eingetragen.

## Anlage und Geschichte
Der ursprüngliche Friedhof befand sich im Umfeld der Kirche, wurde dann jedoch im Jahr 1795 geschlossen. Es wurde daher von 1795 bis 1798 unter Fürst Franz östlich des Stadtkerns der jetzige Friedhof neu angelegt. Im Jahr 1798 errichtete Friedrich Wilhelm von Erdmannsdorff die Leichenhalle und das Aufseherhaus. Die Gebäude sind als zweigeschossige, verputzte Ziegelbauten unter Zitierung von Renaissanceformen gestaltet und verfügen über Volutengiebel. Nach einer schweren Typhus-Epidemie wurde der Friedhof im Jahr 1814 in Richtung Süden erweitert.
Auf dem Friedhof befinden sich die klassizistischen Grabstellen bekannter Persönlichkeiten aus dem 18. und 19. Jahrhundert. An der westlichen Friedhofsmauer liegen die Gräber des Dichters Friedrich von Matthisson und der bekannten Gärtnerfamilie Schoch. Weitere bekannte Gräber sind die der Gärtnerfamilie Eyserbeck, darunter Johann Friedrich Eyserbecks, sowie des Maurermeisters Friedrich Corte.
Der Friedhof ist von einer Backsteinmauer umgeben. Auf der Nordseite befindet sich ein im Stil des Klassizismus gestalteter Eingang.